# Référendum constitutionnel français de 1969
Un référendum sur « le projet de loi relatif à la création de régions et à la rénovation du Sénat » a lieu en France le 27 avril 1969.
Organisé conformément à l'article 11 de la Constitution, ce scrutin se tient à l'initiative du président de la République, Charles de Gaulle, au pouvoir depuis 1959. Alors que les sondages donnent longtemps le « oui » vainqueur, le résultat négatif (52,4 % de « non ») conduit à la démission du président, comme précédemment annoncé par celui-ci en cas d'échec.

## Deux réformes pour un projet de loi

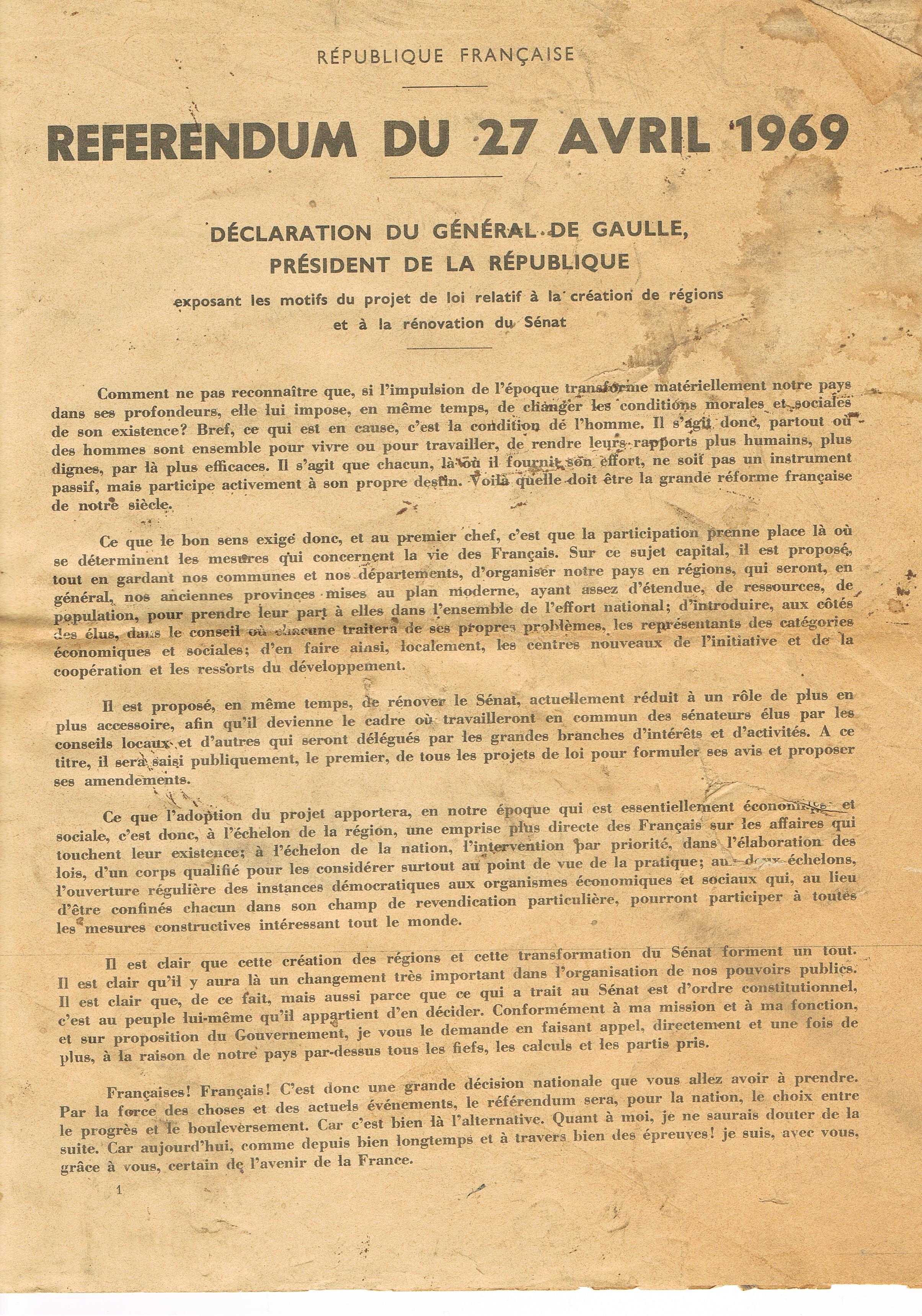
Document présentant le projet de loi.

Le président De Gaulle avait annoncé, dans son allocution du 24 mai 1968, la tenue, le mois suivant, d'un référendum sur la rénovation universitaire, sociale et économique qu'appelait selon lui la crise de Mai 68. Il en avait, dans son allocution du 30 mai, différé la date, sur la demande du Premier ministre Georges Pompidou, au profit d'élections législatives anticipées.
Après avoir été plusieurs fois reporté, le référendum est fixé au 27 avril 1969, sur la régionalisation et la réforme du Sénat.

### Le projet politique
Les événements de mai 1968 ont été compris par Charles de Gaulle comme l'expression d'un malaise devant un décalage entre l'évolution de la société et ses structures. Selon lui, réformer ces structures permettrait donc de répondre à ce malaise.
Dès son discours du 24 mai 1968, le président De Gaulle affirmait aux Français la « nécessité d'une mutation de la société française », qui devait se traduire par la « participation plus effective de chacun à la marche et au résultat de l'activité qui le concerne directement ». Les trois domaines évoqués sont l'université, l'entreprise et les régions, qui devraient pouvoir organiser, explique-t-il, « les activités industrielles et agricoles ».
L'annonce d'un référendum sur un projet de loi portant sur cette mutation prévu pour le mois de juin 1968 n'a pas été suivie d'effet, remplacée par des élections législatives anticipées fin juin 1968.
Le 31 juillet 1968, lors d'un conseil restreint réunissant Maurice Couve de Murville et quelques ministres, Charles de Gaulle a donné des instructions à son gouvernement sous forme d'une note-cadre. Dans cette note, il décrit la réforme du Sénat et la création de conseils régionaux qu'il souhaite faire adopter par référendum, ainsi que le contenu de la participation dans l'entreprise, dont il veut l'adoption par le Parlement, probablement considérée comme plus contestée et qui ne sera pas vraiment incorporée au référendum (qui ne pouvait porter que sur l'organisation des pouvoirs publics). Le thème de l'université était déjà en travaux au sein du ministère de l’Éducation nationale et ne figurera pas au programme du référendum.
La transformation du Sénat en chambre consultative composée d'élus locaux et de représentants des activités économiques et sociaux était souhaitée depuis 1962 par le général De Gaulle et est pour la première fois travaillée par le gouvernement. La fusion du Sénat et du Conseil économique et social correspond à la fois à la doctrine de la participation, pensée, selon Jacques Godfrain, comme « un système nouveau, une troisième voie entre le capitalisme et le communisme », dans son volet institutionnel, et à la crainte qu'avait le président De Gaulle pour le jeu des partis.
La régionalisation visait, quant à elle, selon Godfrain, à « desserrer le carcan du centralisme bureaucratique ».

### La régionalisation
Le titre Ier du projet constitutionnaliserait l'existence des régions comme collectivités territoriales,.
Leurs compétences seraient élargies, en matière d'équipements collectifs, de logement et d'urbanisme surtout. Pour exercer ses compétences, la région pourrait ester en justice, recourir à l'emprunt, passer des contrats, prendre des participations dans des sociétés d'économie mixte, créer, gérer ou concéder des établissements publics et conclure des conventions avec d'autres régions.
Les conseils régionaux seraient composés :
- Aux trois cinquièmes, des députés élus dans la région et des conseillers régionaux territoriaux, élus par les conseils généraux (un par département, pour trois ans) et par les conseils municipaux ou leurs délégués (les autres, pour six ans) ;
- Aux deux cinquièmes, des conseillers régionaux socio-professionnels, désignés par des organismes représentatifs, pour six ans.

Des dispositions particulières seraient prises pour la région parisienne, la Corse et les départements d'outre-mer.
L'autorité exécutive de la région reviendrait au préfet de région, qui préparerait et présenterait le projet de budget de la collectivité.

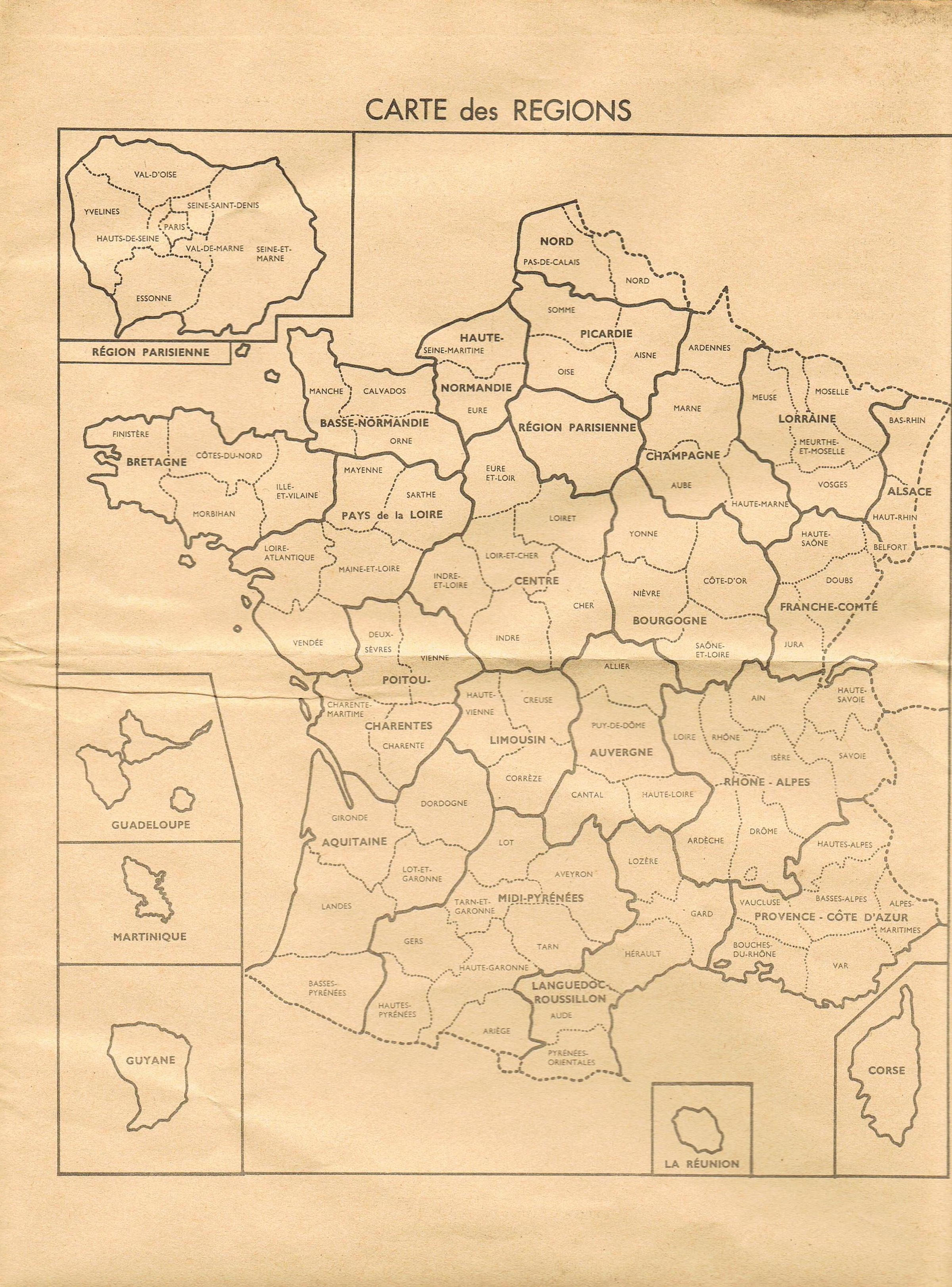
Les régions, telles que prévues par la réforme.
Carte des régions proposées selon le découpage de 1969
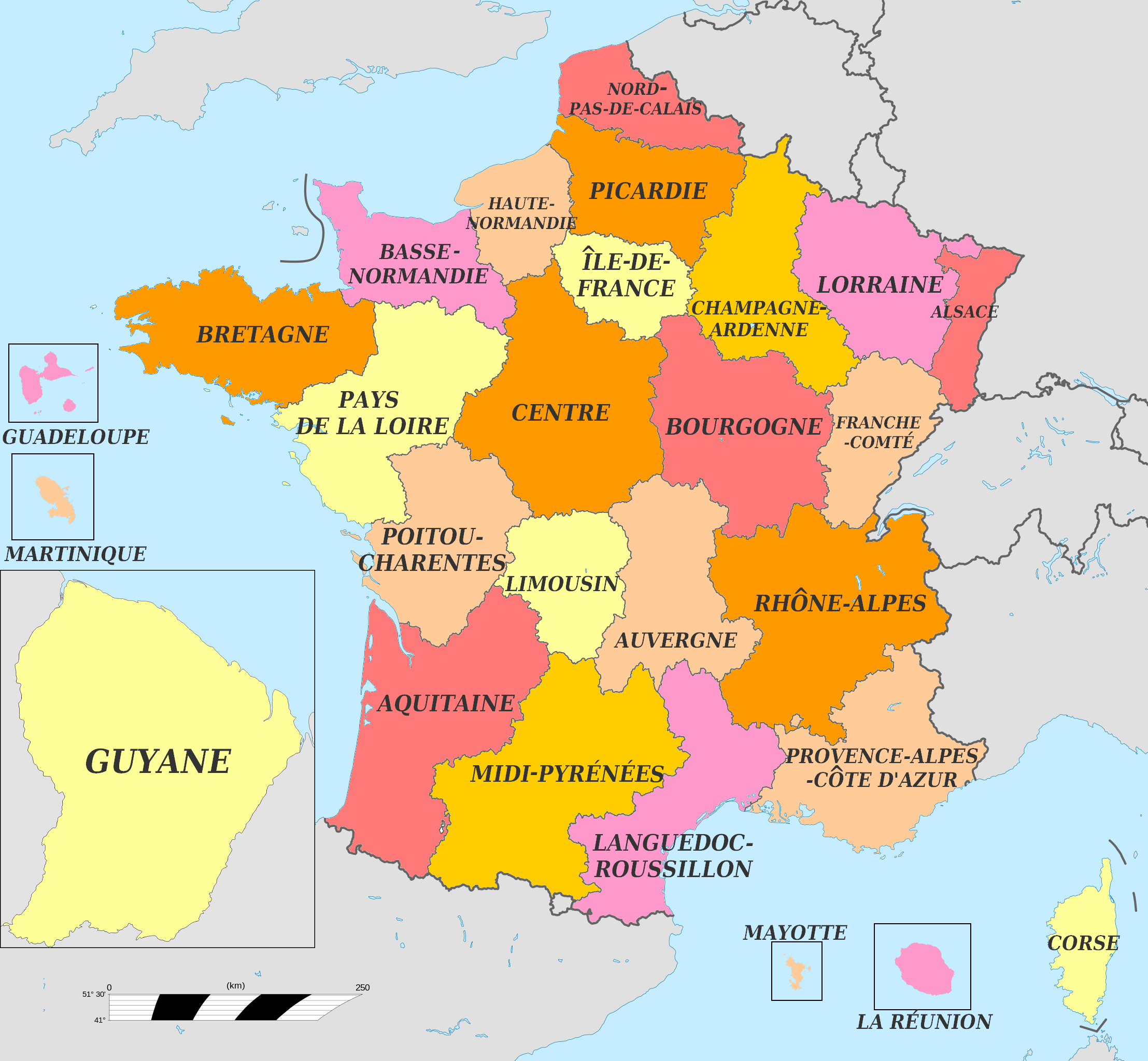
Régions adoptées en 1972

### La réforme du Sénat
Le titre II du projet organiserait la fusion du Sénat et du Conseil économique et social en un nouveau Sénat exerçant une fonction consultative et ne disposant d'aucun pouvoir de blocage.
La nécessité d'une seconde chambre consultative représentant les collectivités territoriales et les organisations économiques, familiales, intellectuelles avait été énoncée par le général De Gaulle dans son discours de Bayeux le 16 juin 1946 et rappelée durant sa présidence et à plusieurs reprises, à Alain Peyrefitte notamment.
À propos du rôle du Sénat, les principaux changements proposés étaient, en résumé, les suivants :
- l'intérim du président de la République serait exercé par le Premier ministre et non par le président du Sénat ;
- la déclaration de guerre et la prorogation de l'état de siège seraient autorisées par l'Assemblée nationale ;
- les sénateurs n'auraient plus l'initiative des lois, et n'émettraient que des avis ;
- les projets et propositions de loi seraient présentés en premier lieu au Sénat, qui pourrait en proposer l'adoption, le rejet ou l'amendement, avant d'être soumis à l'Assemblée nationale ; après cela, le gouvernement ou l'Assemblée nationale pourraient les renvoyer au Sénat ;
- les lois organiques seraient adoptées à la majorité absolue des députés ;
- les sénateurs ne pourraient plus poser de questions au gouvernement ;
- en ce qui concerne la Haute Cour de justice, seule la réunion des sénateurs représentant les collectivités territoriales jouerait un rôle (avec l'Assemblée nationale), et non le Sénat ;
- les projets et propositions de révision constitutionnelle seraient adoptés à la majorité absolue des députés puis soumis au référendum ; cependant, les projets de révision pourraient être soumis à nouveau à l'Assemblée nationale, qui ne pourrait les ratifier qu'à la majorité des deux tiers de ses membres.

Les sénateurs seraient élus ou désignés pour six ans, contre neuf à l'époque. Ils devraient être âgés d'au moins vingt-trois ans, contre trente-cinq à l'époque.
La composition du Sénat serait la suivante :
- 173 sénateurs représentant les collectivités territoriales de métropole (160) et d'outre-mer (DOM : 7, TOM : 6), élus, les régions étant les circonscriptions électorales, par des grands électeurs (députés, conseillers régionaux territoriaux, conseillers généraux, délégués des conseils municipaux) pour 159 d'entre eux au scrutin proportionnel à la plus forte moyenne sans panachage ni vote préférentiel et pour les 14 autres au scrutin majoritaire à deux tours ; cette partie du Sénat serait renouvelée par moitié tous les trois ans ;
- 4 sénateurs représentant les Français établis hors de France, désignés par le Conseil supérieur des Français de l'étranger ;
- 146 sénateurs représentant les activités économiques, sociales et culturelles, désignés par des organismes représentatifs, à raison de 42 pour les salariés, 30 pour les agriculteurs, 36 pour les entreprises, 10 pour les familles, 8 pour les professions libérales, 8 pour l'enseignement supérieur et la recherche et 12 pour les activités sociales et culturelles.

Le président du Sénat conserverait le pouvoir de nommer 3 des 9 membres du Conseil constitutionnel et de saisir ce conseil de la constitutionnalité d'une loi ou d'un engagement international.

## Campagne

### Critiques entourant le référendum
La procédure fait l'objet des mêmes critiques que le référendum du 28 octobre 1962 visant à faire élire le président de la République au suffrage universel direct. En effet dans les deux cas, face à l'opposition du Sénat, le président de Gaulle utilise pour modifier la Constitution une voie de révision qui n'est pas celle prévue par l'article 89 de la Constitution, seul article explicitement prévu en ce sens. Or ce référendum de 1969 vise à modifier pas moins de 19 articles de la Constitution, supprimant notamment le Conseil économique et social et modifiant la composition de la seconde chambre parlementaire contre l'avis du Conseil d’État. Le précédent de 1962 par lequel le Peuple français a finalement validé le projet de révision — malgré les qualificatifs d'« inconstitutionnel » qui lui sont donnés par de nombreux auteurs —, sans opposition du Conseil constitutionnel, favorisa la tenue de ce référendum en 1969.
Autre critique, le texte a été critiqué pour sa grande technicité et sa longueur. Il modifiait plusieurs articles de la Constitution, modifiait des lois organiques, lois ordinaires et plusieurs articles de divers codes, comme le Code électoral. Le général de Gaulle avait en effet refusé un texte court et simple dont les détails auraient été renvoyés dans des lois étudiées et adoptées par le Parlement ; cette position s'explique par sa volonté d'une application rapide des dispositions en cas d'adoption (l'ensemble des dispositions auraient été en application à partir du 2 avril 1970) et par la méfiance envers les parlementaires, qui selon lui, auraient fait perdre son esprit à la réforme.

### Prises de position
De Gaulle annonce qu'en cas de rejet il quittera ses fonctions. Il réaffirme cet enjeu d'une allocution télévisée le 25 avril. L'opposition appelle à voter non. Toutefois, le président est également gêné dans son propre camp : en effet, en cas de démission, son ancien Premier ministre, Georges Pompidou a averti qu'il serait candidat, réduisant ainsi le spectre d'un vide politique laissé par de Gaulle. Son ancien ministre des Finances, Valéry Giscard d'Estaing, indique qu'il ne votera pas oui. Seule l'UDR fait campagne pour le oui. Le débat se porte ainsi très rapidement sur le maintien ou non du président au pouvoir au lieu des intérêts ou des inconvénients réels de la réforme.

### Sondages
Les sondages donnent le « oui » gagnant jusqu'à quelques jours avant le référendum. Si la réforme régionale est soutenue, celle du Sénat est plutôt rejetée.
| Date de l'enquête | Oui | Non |
| ----------------- | --- | --- |
| 14-18 mars 1969   | 54  | 46  |
| 29-31 mars 1969   | 56  | 44  |
| 11-12 avril 1969  | 55  | 45  |

## Résultats

### Au niveau national
Le 27 avril 1969, le non l'emporte à 52,41 %. La question posée aux Français était la suivante : « Approuvez-vous le projet de loi soumis au peuple français par le président de la République et relatif à la création de régions et à la rénovation du Sénat ? ». La participation est de 80,13 %.
| Choix                     | Votes      | %     |
| ------------------------- | ---------- | ----- |
| Pour                      | 10 901 753 | 47,59 |
| Contre                    | 12 007 102 | 52,41 |
|                           |            |       |
| Votes valides             | 22 908 855 | 97,27 |
| Votes blancs et invalides | 643 756    | 2,73  |
| Total                     | 23 552 611 | 100   |
| Abstentions               | 5 839 779  | 19,87 |
| Inscrits/Participation    | 29 392 390 | 80,13 |

« Approuvez-vous le projet de loi soumis au peuple français par le président de la République et relatif à la création de régions et à la rénovation du Sénat ? »
| Oui : 10 901 753 (47,59 %) |  |  | Non : 12 007 102 (52,41 %) |
| ▲                          |  |  |                            |
| Majorité absolue           |  |  |                            |

### Par département

En rouge, départements ayant voté « non » ; en bleu, ceux ayant voté « oui ».

### Analyse
Plusieurs analystes déclarent que l'enjeu du référendum fut détourné par les électeurs, se concentrant sur le changement à la tête de l'exécutif. Pierre Bilger le résume : « peu de Français étaient, sur le fond, opposés à la création des régions, qui ont d’ailleurs vu le jour par la suite, ni même à la rénovation du Sénat, dont la plupart se désintéressait en dépit de l'émotion des membres de cette institution. Le vote avait été beaucoup plus influencé par la situation politique. […] Une majorité d’entre eux entendait, par leur vote, provoquer le départ du Président de la République. »
Selon Jacques Godfrain, la réforme du Sénat « apparaissait comme une concession à l'esprit révolutionnaire de mai 1968 ». « Georges Pompidou, qui par ailleurs fut mieux inspiré, n'y voyait que "soviets" ou "régime d'assemblées" ». La gauche « craignait de se voir privée de son fonds de commerce » avec la participation. « L'information publique qui fut faite n'en présenta qu'un tableau insipide. Il en résulta un flottement du public pour un texte jugé trop technique : mal présenté, il semblait manquer du souffle qui caractérisait généralement les initiatives gaulliennes ».
Selon Frédéric Bon, la droite craignait « de voir certaines assemblées dominées par la gauche et l'extrême gauche ». Au sujet de la régionalisation, Bon critique également la trop grande technicité du texte auquel « seule une mesure spectaculaire, comme l'élection des assemblées au suffrage universel, aurait pu […] donner le souffle qui lui a manqué ».
François Mauriac qualifie le référendum et le départ du général de Gaulle de « cas sans précédent de suicide en plein bonheur ».
Alain Peyrefitte dit dans son best-seller Le Mal français qu'en proposant en urgence la Constitution française du 4 octobre 1958, De Gaulle s'attaquait avec succès aux symptômes du mal ; avec le référendum il s'attaquait aux racines du mal.
Une analyse des corrélations de vote par département révèle de fortes corrélations entre tous les référendums organisés par le général de Gaulle et son successeur Pompidou : « Si la "réponse" électorale est similaire lors de ces cinq consultations, on est tenté d’en déduire que la "question" posée était perçue comme identique ou, en d'autres termes, que ces cinq référendums avaient le même enjeu ». « Tous les votes "Oui" aux référendums de la séquence 1958-1972 sont très fortement corrélés au vote “de Gaulle” lors du second tour de la présidentielle de 1965 » et « le “Oui” au référendum d'avril 1969 est bien corrélé avec le vote Pompidou deux mois plus tard ». Les chercheurs en concluent que « la structure territoriale du vote “Oui” lors des six premiers référendums de la Ve République est identique à la structure territoriale d’un vote de droite lors du second tour d’une élection présidentielle ».

## Conséquences

### Démission du général de Gaulle
Le Général avait laissé entendre à ses proches et collaborateurs, la semaine précédant le scrutin, qu'il s'attendait au rejet de la réforme. Prenant acte du résultat, de Gaulle annonce sa démission le 28 avril 1969 à minuit dix, par un communiqué laconique depuis Colombey-les-Deux-Églises : « Je cesse d'exercer mes fonctions de président de la République. Cette décision prend effet aujourd'hui à midi ». Alain Poher (Centre démocrate), président du Sénat, assure l'intérim de la présidence de la République.
Le 10 mai 1969, Charles de Gaulle part en Irlande pour éviter d'être impliqué dans sa propre succession. Le séjour est préparé en grand secret par Xavier de La Chevalerie, le directeur de cabinet du général depuis janvier 1967. Celui-ci est accompagné d'Yvonne de Gaulle et de François Flohic. Ils décollent le 10 mai 1969 à bord d'un Mystère 20 du GLAM au départ de Saint-Dizier et arrivent à l'aérodrome de Cork vers 11 heures. Paul Fontenil, leur chauffeur, conduit une voiture de location,. Charles de Gaulle passe treize jours dans la modestie du Heron Cove, au bord de la baie de Sneem, un peu en dehors du village. Puis les voyageurs partent deux semaines dans le Connemara, où ils arrivent le 23 mai 1969 à Cashel House et où le général vote par procuration ; ensuite, le couple de Gaulle rentre à La Boisserie, où le général s'enferme pour écrire ses Mémoires d'espoir qui prendront la suite des Mémoires de guerre ; il y mène une existence retirée voire recluse.

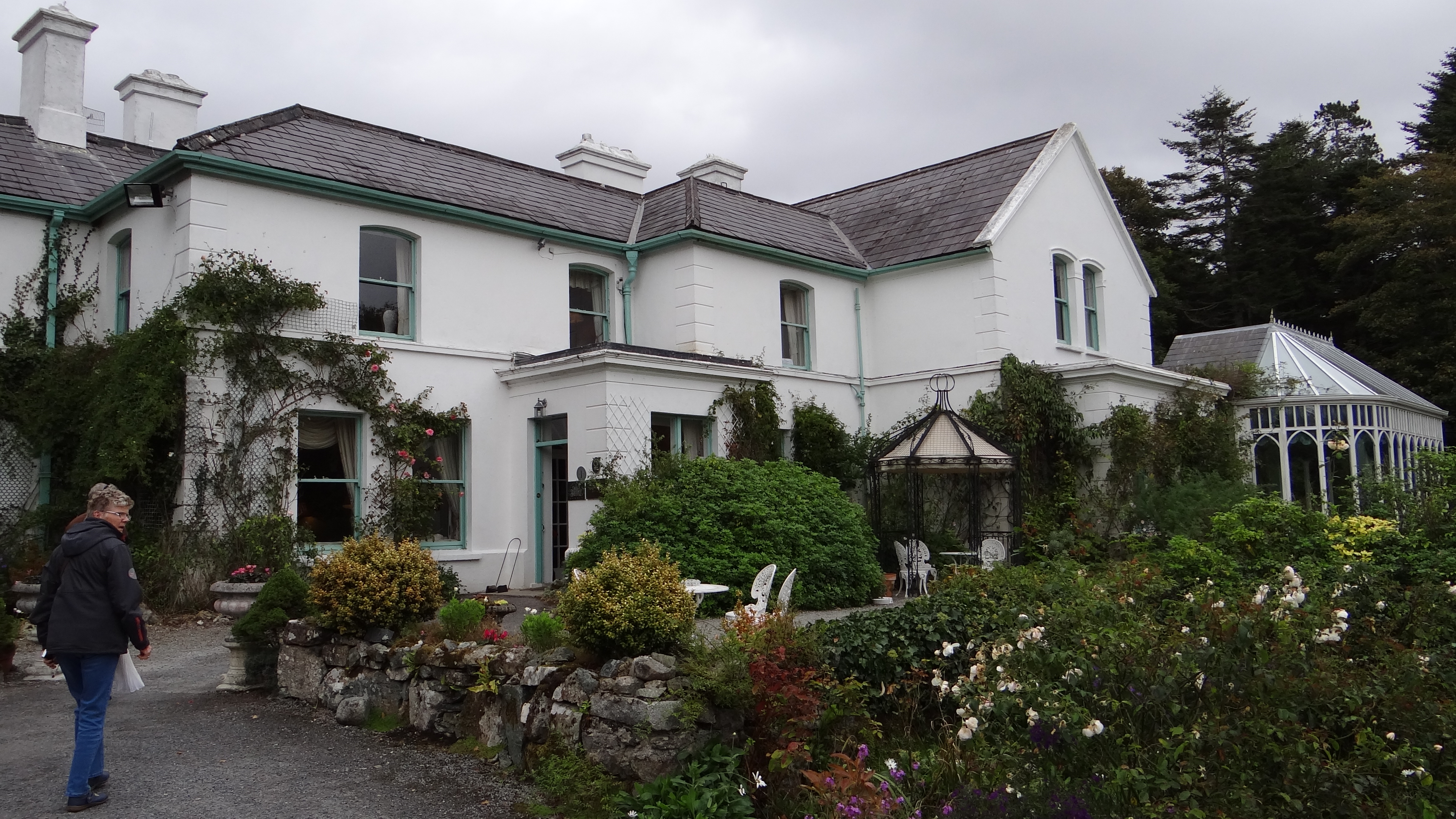
Cashel House - Hôtel où a résidé le couple de Gaulle durant deux semaines.
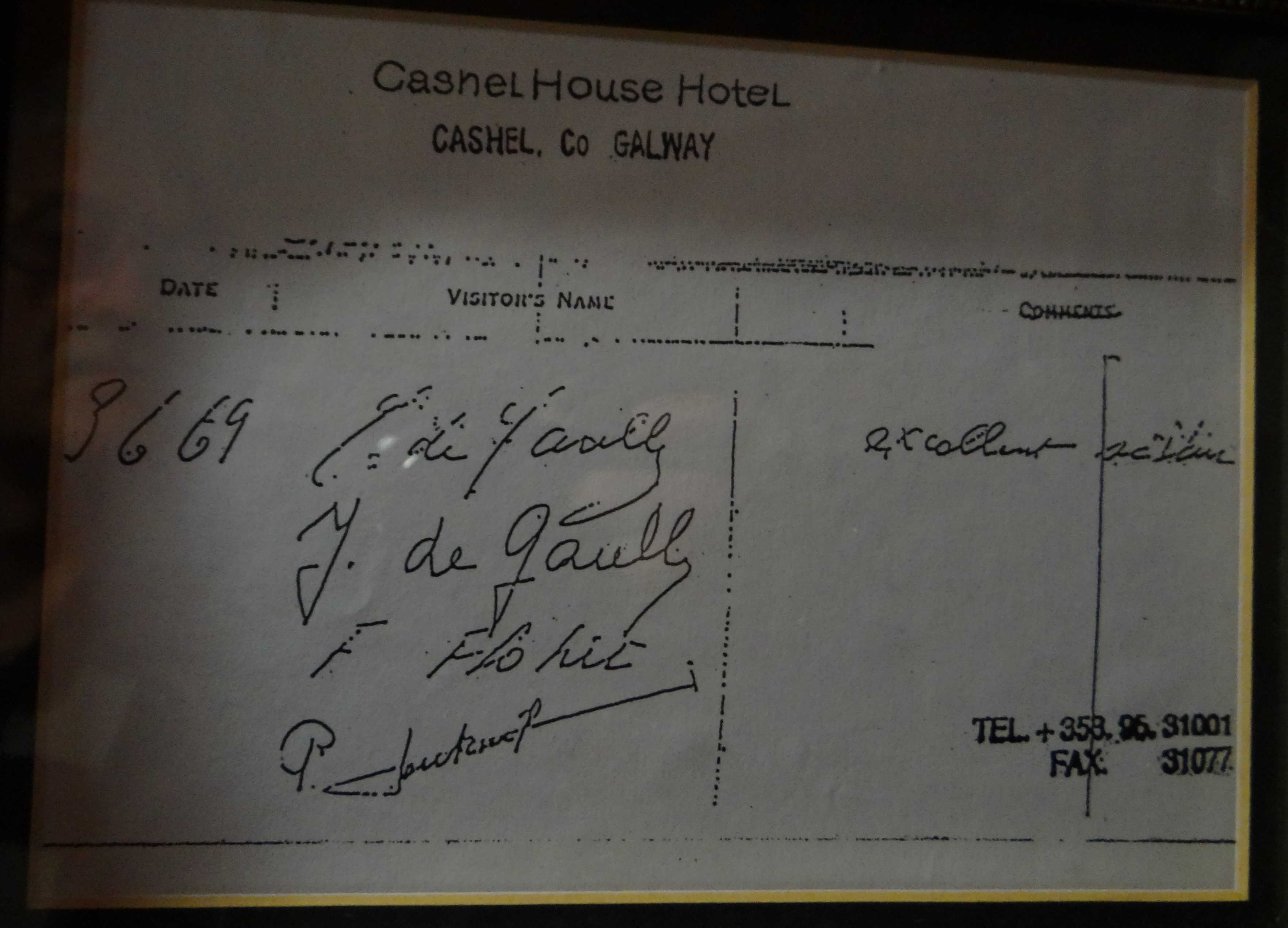
Signature de Charles de Gaulle, Yvonne de Gaulle et François Flohic le 3 juin 1969.
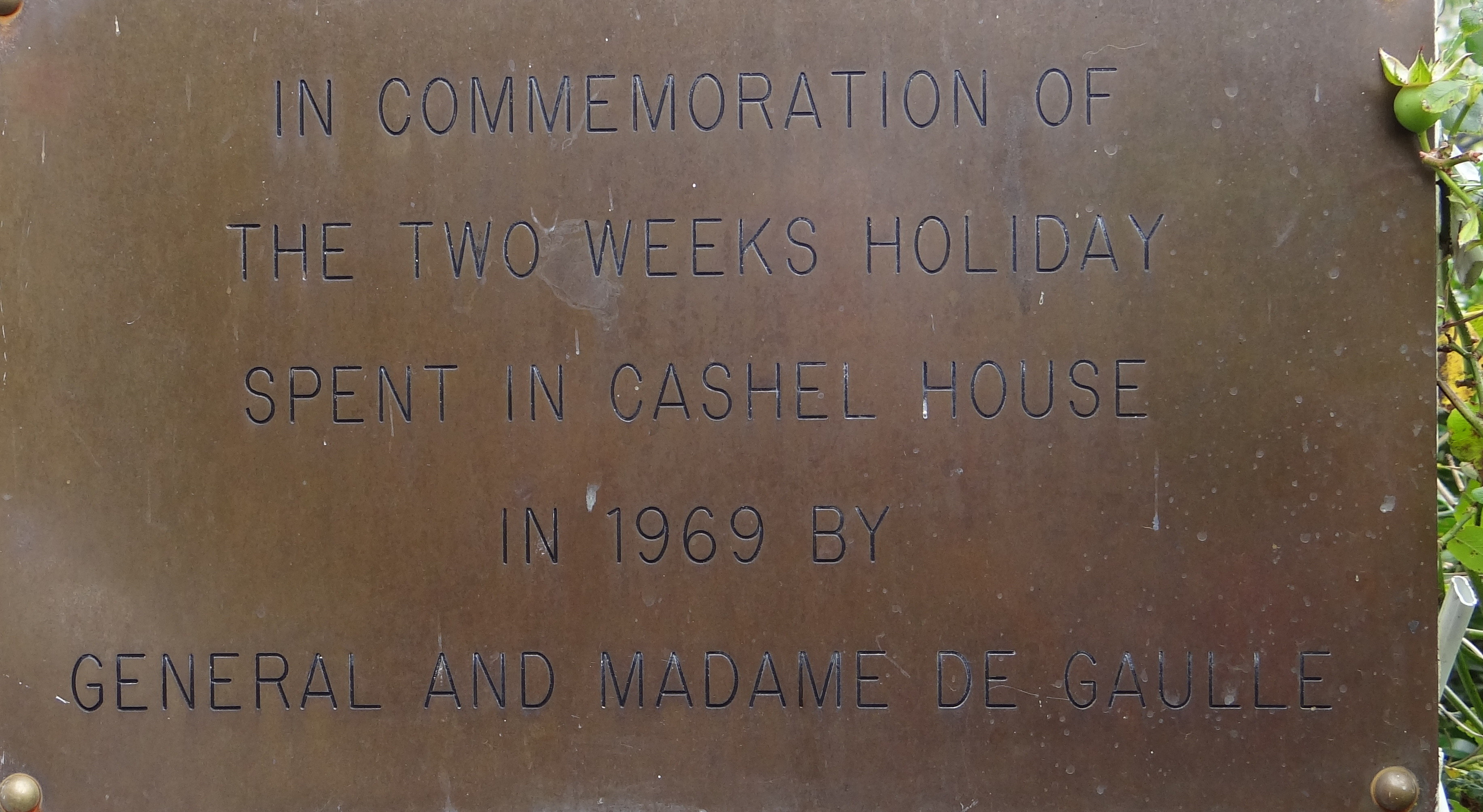
Plaque commémorative de la visite de Charles de Gaulle le 3 juin 1969.

Charles de Gaulle meurt un an et demi après le référendum, le 9 novembre 1970.

### Élection présidentielle anticipée

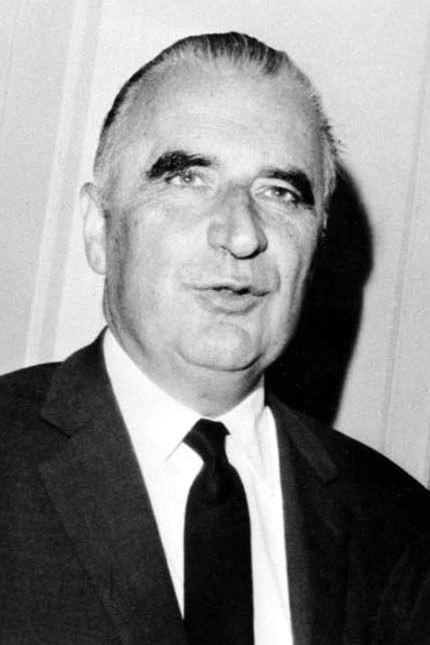
Georges Pompidou, élu président de la République en 1969.

Le premier tour de l'élection présidentielle de 1969 voit s'opposer l'ancien Premier ministre gaulliste Georges Pompidou, le président centriste du Sénat et président de la République par intérim, Alain Poher, ainsi que cinq candidats de gauche, en particulier le communiste Jacques Duclos, qui manque de peu de se qualifier au second tour. Finalement, Georges Pompidou est élu président de la République avec 58,2 % des voix face à Alain Poher.

## Réformes ultérieures sur les mêmes thèmes
Les régions sont devenues des collectivités territoriales à la faveur de la loi Defferre de 1982. Toutefois, les conseils régionaux sont élus au suffrage universel direct et élisent l'exécutif régional. L'existence des régions est constitutionnelle depuis la révision de 2003.
En 2000, le nombre de sénateurs par département à partir duquel le scrutin proportionnel est applicable passe de cinq à trois. Les sénateurs sont élus pour six ans depuis 2008 : le Sénat est renouvelé par moitié tous les trois ans. L'âge minimal pour être élu à la chambre haute est de vingt-quatre ans depuis 2011.